# Kleine pijlstormvogel
De kleine pijlstormvogel (Puffinus baroli) is een vogel uit de familie van de stormvogels en pijlstormvogels (Procellariidae).

## Verspreiding en leefgebied
Deze soort komt voor op de Azoren, Madeira en de Canarische eilanden.

## Status
De kleine pijlstormvogel komt niet als aparte soort voor op de lijst van het IUCN, maar is daar een ondersoort van de Audubons pijlstormvogel (P. lherminieri baroli).